# 423年
| 千纪： | 1千纪                                                                                                  |
| 世纪： | 4世纪 \| 5世纪 \| 6世纪                                                                                |
| 年代： | 390年代 \| 400年代 \| 410年代 \| 420年代 \| 430年代 \| 440年代 \| 450年代                              |
| 年份： | 418年 \| 419年 \| 420年 \| 421年 \| 422年 \| 423年 \| 424年 \| 425年 \| 426年 \| 427年 \| 428年        |
| 纪年： | 癸亥年（猪年）；北魏泰常八年；北凉玄始十二年；北燕太平十五年；夏真興五年；西秦建弘四年；南朝宋景平元年 |

## 大事记
- 北魏趁劉裕駕崩之機攻下劉宋河南三鎮（洛陽、虎牢、滑台），從項城到濟南大致形成一條國界線，為南北朝第一次南北戰爭。
- 北魏明元帝拓跋嗣逝世，拓跋燾繼立，是為北魏太武帝。

## 逝世
- 8月15日——弗拉維烏斯·奧古斯都·霍諾留，狄奧多西一世之次子，羅馬帝國正式分裂為東西兩部分後首任西羅馬帝國皇帝。
- 12月24日——北魏明元帝拓跋嗣，北魏第二位皇帝，409年—423年在位。